# Bjelašnica
Bjelašnica es una montaña en el centro de Bosnia y Herzegovina. Se encuentra directamente al suroeste de Sarajevo, limitando con el monte Igman. El pico más alto de Bjelašnica se alza hasta los 2.067 m s. n. m.
Solo veinte minutos a las afueras de Sarajevo, es una popular atracción turística para el senderismo y el esquí. Durante los Juegos Olímpicos de invierno de 1984, Bjelašnica albergó las pruebas de esquí alpino, donde el estadounidense Bill Johnson ganó el descenso después de predecir su victoria con fanfarronería.  Los gemelos estadounidenses Phil y Steve Mahre se llevaron oro y plata en el eslalon de Bjelašnica igualmente. LLa superficie de la base tiene varias estructuras que se remontan a aquella época, incluyendo hoteles y zonas de esquí. Los acontecimientos alpinos para las mujeres se celebraron en Jahorina.
La base de Bjelašnica es muy boscosa, sin embargo no hay árboles por encima de la línea de árboles de los 1.500 metros. Hay numerosos senderos establecidos y mantenidos por los clubes montañeros locales que llevaban a los desnudos picos más arriba. El nombre de la montaña procede de la raíz bijel, que significa "blanco".